# Czarny Staw Polski
Czarny Staw Polski je ledovcové jezero v Tatrách v Polsku. Nachází se v nadmořské výšce 1722 m v jižní části údolí Pěti Stawů mezi Zadnim a Wielkim Stawem Polskim. Jezero má rozlohu 12,4880 ha. Je 618 m dlouhé a 296 m široké. Dosahuje maximální hloubky 50,4 m a objemu 2 825 800 m³.

## Pobřeží
Na jihu se nad plesem zvedají stěny Liptovských múrů od Hladkého štítu ke Kotolnici. Ze severu ho obklopuje val střední morény.

## Vodní režim
Z jezera odtéká potok do Wielkého Stawu Polského, na jehož březích roste mnoho bahenních a rašelinných druhů rostlin. Rozměry jezera v průběhu času zachycuje tabulka:
| Rok  | Měření prováděl | Rozloha ha | Délka m | Šířka m | Hloubka max.m | Objem m³  |
| ---- | --------------- | ---------- | ------- | ------- | ------------- | --------- |
| —    | podle WET       | 12,65      | 618     | 296     | 50,4          | —         |
| 2005 | Gregor, Pacl    | 12,4880    | —       | —       | 50,4          | 2 825 800 |

## Přístup
žlutá turistická značka z Gąsienicowy doliny přes Koziu Przełęcz a rozcestí s modrou turistickou značkou v Dolině Pięciu Stawów na Szpiglasové sedlo, která dále pokračuje k Morskému Oku prochází pod jezerem, přičemž z ní vede k východnímu břehu jezera 70 m dlouhá neznačená odbočka.